# Akustikkoppler

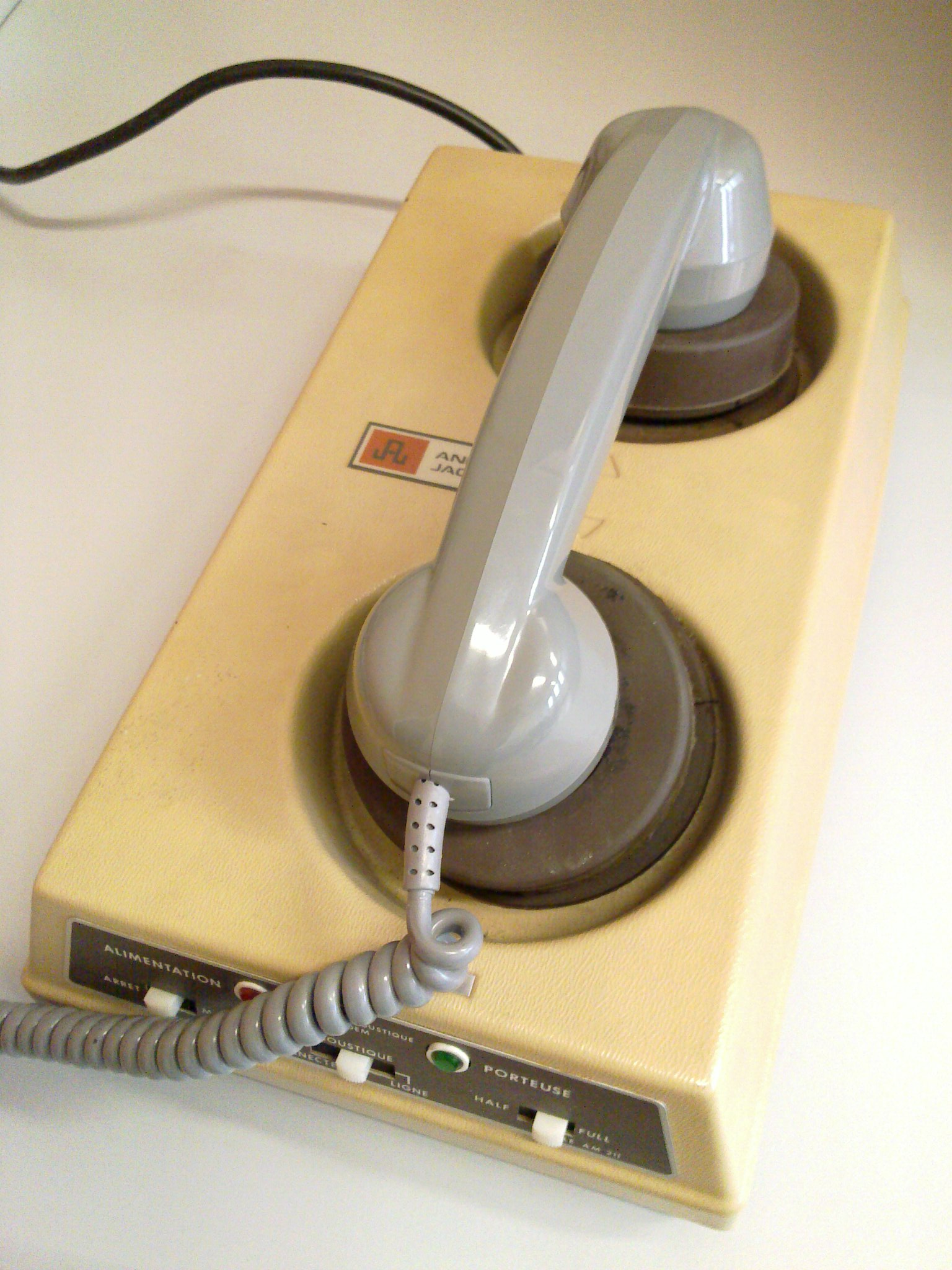
Kommerzieller Akustikkoppler Typ AM211 mit aufgelegtem Telefonhörer

Der Akustikkoppler ist ein Gerät zur Übertragung von digitalen Daten über eine analoge Teilnehmeranschlussleitung. Akustikkoppler wurden in den 1970er bis gegen Ende der 1980er Jahre verwendet und erlaubten die Datenübertragung über den Hörer von Fernsprechtischapparaten. Bei einem Akustikkoppler war keine elektrische Verbindung mit dem Festnetzanschluss nötig, weil diese in vielen Ländern und bei vielen Netzbetreibern nicht erlaubt war.

## Funktionsweise

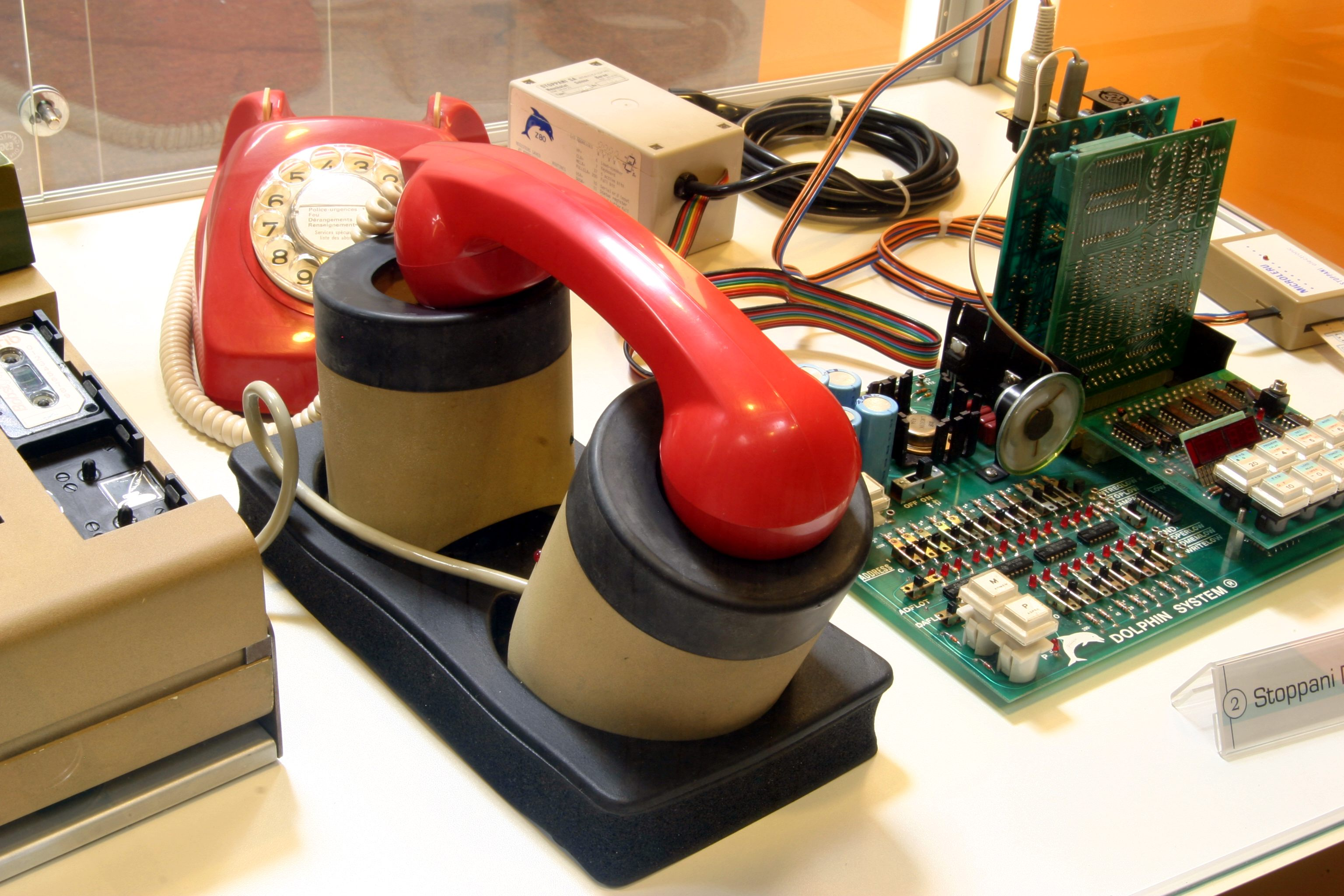
Hobbymäßig aufgebauter Akustikkoppler mit aufgestecktem Telefonhörer

Akustikkoppler kamen zum Einsatz, wenn kein analoges Modem zur Verfügung stand oder eine elektrische Verbindung des Modems mit dem Telefonnetz nicht möglich oder erlaubt war. Akustikkoppler nutzten den Telefonhörer eines bestehenden Telefons zum Senden und Empfangen der modulierten Tonsignale. Sie verfügten dazu über ein Mikrofon und einen Lautsprecher, die an den entsprechenden Gegenstücken im Telefonhörer befestigt werden.
Es gab zwei Arten von Akustikkopplern:

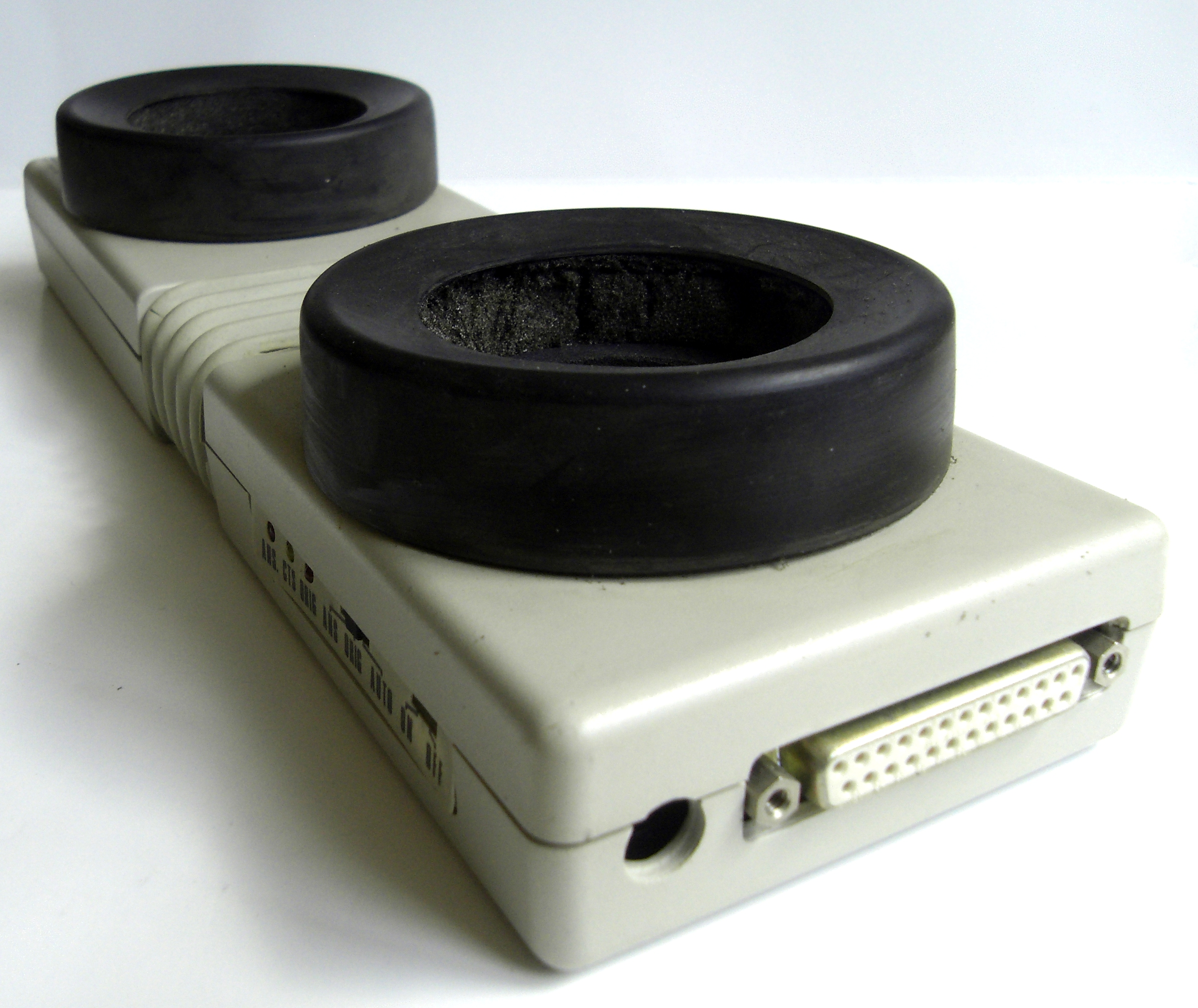
Dataphon s21d

- Akustikkoppler mit integriertem Modem wie zum Beispiel das Dataphon s21d wurden direkt an die serielle Schnittstelle des Computers angeschlossen. Sie übernahmen dabei die digitalen Daten des Computers und wandelten sie in analoge Tonsignale um. Als Modulationsverfahren kamen einfache digitale Tastungen oder Modulationsverfahren zur Anwendung, wie beispielsweise die binäre Frequenzumtastung (FSK). Die Parameter der Modulation, wie die verwendeten Frequenzen, waren in Normen wie beispielsweise der ITU-T V.21, V.23 oder im US-amerikanischen Raum nach Bell 202 festgelegt und mussten von beiden an der Kommunikation beteiligten Akustikkopplern unterstützt werden. Die Anwahl der Gegenstelle musste bei diesen Modellen typischerweise von Hand über eine Wähleinrichtung wie die Wählscheibe bei Impulswahl oder den Tastenwahlblock des Telefons erfolgen.
- Akustikkoppler ohne integriertes Modem wie zum Beispiel der Road Warrior Telecoupler II wurden an ein bereits vorhandenes analoges Modem angeschlossen und bildeten nur die Hardwareschnittstelle zum Telefonnetz, sie setzten also nur die vom Modem gelieferten tonfrequenten elektrischen Signale in hörbare Töne bzw. die von der Gegenstelle empfangenen Töne in analoge elektrische Signale für das Modem um. Da analoge Modems typischerweise das Mehrfrequenzwahlverfahren beherrschten, konnte mit diesen Akustikkopplern die Gegenstelle auch softwaregesteuert angewählt werden.

Aufgrund ihrer Bauart waren Akustikkoppler störanfällig gegenüber externen Geräuschen und abhängig von der Qualität des Telefons bzw. des Telefonhörers. Aufgrund des unvermeidlichen Verlusts an Signalqualität durch den akustischen Übertragungsschritt erreichten Akustikkoppler nicht die Datenübertragungsraten der direkten elektrischen Verbindung des Modems mit dem Telefonnetz. Bei älteren Akustikkopplern reichen die Übertragungsraten nur von 300 bis 2.400 Bit/s. Spätere Modelle, zum Beispiel Konexx Coupler oder Road Warrior Telecoupler II, erreichten in der Praxis Datenübertragungsraten bis zu 33.600 Bit/s; damit war etwa das Abholen von E-Mails aus einer Telefonzelle in vertretbarer Zeit möglich.

## Rechtliche Situation
In den 1980er-Jahren war der Betrieb von selbst gebauten Akustikkopplern im Telefonnetz der Deutschen Bundespost illegal und mit hohen Geldstrafen belegt. Trotzdem nahm die Zahl der selbst gebauten Geräte deutlich zu, nachdem der Chaos Computer Club 1985 in der Hackerbibel eine vergleichsweise einfach zu realisierende Bauanleitung für einen Selbstbau-Akustikkoppler – das sogenannte „Datenklo“ – veröffentlicht hatte.
Parallel zu den Akustikkopplern wurden auch die ersten direkt mit der Telefonleitung verbundenen Modems verfügbar. Auch hier war der Anschluss frei erhältlicher Geräte an das deutsche Telefonnetz verboten; die Post erlaubte in ihrem Netz nur die Verwendung Post-eigener Modems, die entweder monatlich gemietet oder zu – im Vergleich mit frei erhältlichen Geräten – höheren Preisen von der Post gekauft werden mussten.

## Sonstiges
Akustikkoppler werden im deutschen Sprachraum gelegentlich auch als Datenfön bezeichnet, nach der einst populären Dataphon-Baureihe S21 der Marke Woerltronic des Unternehmens Wörlein GmbH aus Cadolzburg.